# 希里-乌尔斯康
希里-乌尔斯康（法語：Chiry-Ourscamp，法語發音：[ʃiʁi uʁskɑ̃]）是法国瓦兹省的一个市镇，属于贡比涅区。该市镇于1835年由原市镇希里（Chiry）和乌尔斯康（Ourscamp）合并而成。

## 地理
希里-乌尔斯康（49°32'42"N, 2°56'47"E）面积13.25 平方千米，位于法国上法蘭西大區瓦兹省，该省份为法国北部内陆省份，北起索姆省，西接厄尔省和滨海塞纳省，南至塞纳-马恩省和瓦兹河谷省，东临埃纳省。
与希里-乌尔斯康接壤的市镇（或旧市镇、城区）包括：巴伊、卡勒蓬、帕塞勒、潘普雷、里贝库尔-德雷兰库尔、桑皮尼、维尔。
希里-乌尔斯康的时区为UTC+01:00、UTC+02:00（夏令时）。

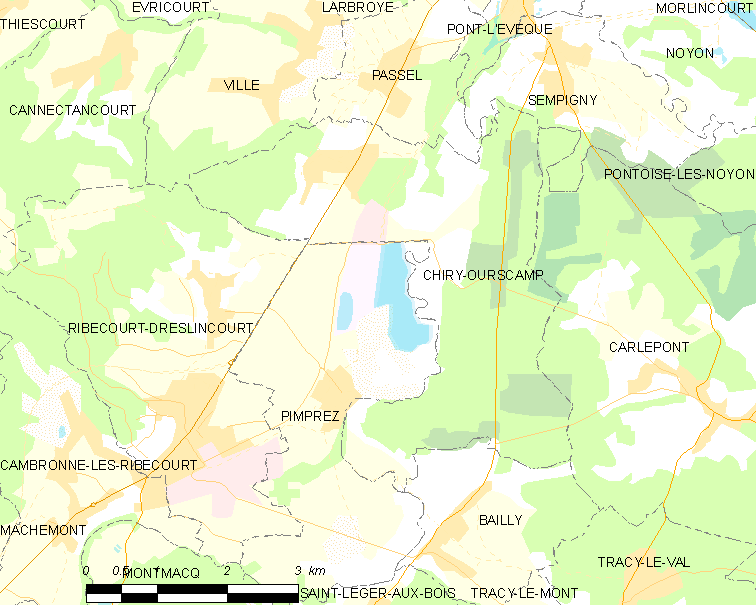
希里-乌尔斯康的OSM定位图

## 行政
希里-乌尔斯康的邮政编码为60138，INSEE市镇编码为60150。

## 政治
希里-乌尔斯康所属的省级选区为图罗特县。

## 人口

1962-2008年间希里-乌尔斯康人口变化图示

希里-乌尔斯康于2022年1月1日时的人口数量为1109人。